# Batalha de Resaca de la Palma
A Batalha de Resaca de la Palma, um dos primeiros conflitos da Guerra Mexicano-Americana, general dos Estados Unidos Zachary Taylor envolvidos as forças em retirada dos mexicanos Ejército del Norte ("Exército do Norte") sob o general Mariano Arista em 9 de maio de 1846.

## Antecedentes
Durante a noite de 8 de maio, depois das decepções na batalha de Palo Alto, Arista decidiu retirar-se para a posição mais defensável de Resaca de la Palma, leito de um rio seco (resaca é o termo espanhol para o leito de um rio seco), e estabelecer-se enquanto esperando o próximo movimento de Taylor.
Na manhã de 9 de maio 1 700 as tropas de Taylor encontrou uma força mexicana que tinha aumentado para 4 mil com reforços de Arista. Planos cuidadosamente definidos de Arista para envolver os americanos na Resaca foram, no entanto, um pouco diluídos por causa de disputas políticas internas no corpo de oficiais do México e da dificuldade em se comunicar no terreno acidentado do campo de batalha.

## Batalha
Resistência por parte dos mexicanos foi dura, e as forças dos Estados Unidos quase sofreram uma inversão que diante de uma força de dragões comandados por Charles A. May surpreendeu o flanco das linhas dos mexicanos e forçado a recuar. Dois contra-ataques sobre a posição americana foram derrotadas, e o exército mexicano fugiu do campo, deixando para trás uma série de peças de artilharia, mesa de trabalho da Arista e serviço de prata, as cores do elogiado Batalhão Tampico do México e outras bagagens. As forças dos Estados Unidos também capturaram várias peças de artilharia mexicanas, incluindo 2 de 8 libras canhões de ferro, 2 de 6 libras canhões de bronze e 4 canhões de bronze de 4 libras.

## Consequências

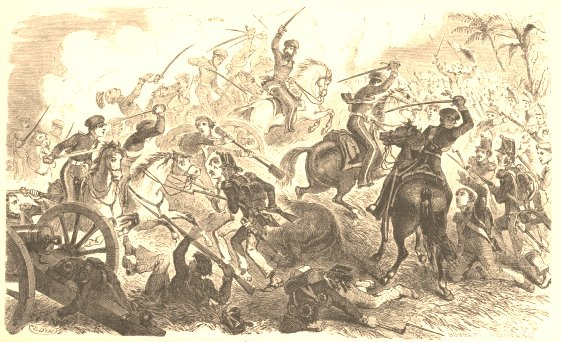

O constrangimento resultante como uma quase vitória se transformou em uma derrota causou a remoção de Arista como comandante do Exército do Norte e uma séria reavaliação da estratégia mexicana. Corrupção e lutas internas no governo mexicano não conseguiu produzir uma estratégia coerente para a maior parte dos combates, apesar do aumento da habilidade e sucesso por parte do Exército mexicano.
O local da batalha é nos limites da cidade, dias atuais é Brownsville, Texas.